# وید دومینگز
وِید دومینگز (انگلیسی: Wade Domínguez; ۱۰ مهٔ ۱۹۶۶ – ۲۶ اوت ۱۹۹۸) بازیگر و خواننده اهل ایالات متحده آمریکا بود. وی بین سال‌های ۱۹۹۴ تا ۱۹۹۸ میلادی فعالیت می‌کرد.
او در فیلم سایه یک شک و اروتیک بازی کرده‌است.